# Aruna Dindane
Aruna Dindane (* 26. listopadu 1980 Abidžan) je bývalý fotbalový útočník z Pobřeží slonoviny.
Je odchovancem akademie klubu ASEC Mimosas, s nímž v roce 1999 vyhrál Superpohár CAF, stal se králem ligových střelců a v roce 2000 získal mistrovský titul. V roce 2000 přestoupil do bruselského RSC Anderlecht, kde vyhrál belgickou ligu v letech 2001 a 2004 a získal cenu pro nejlepšího hráče ligy za rok 2003. S francouzským týmem RC Lens vyhrál Pohár Intertoto 2005. V sezóně 2009/10 hostoval v Portsmouth FC, pak působil v Kataru v klubech Lechvija SC, Al-Gharafa SC a Al-Sailija SC. V roce 2011 se stal mistrem Kataru. Profesionální kariéru ukončil v roce 2013 v Crystal Palace FC.
Za reprezentaci Pobřeží slonoviny v letech 2000 až 2010 odehrál 64 utkání a vstřelil 18 branek. Zúčastnil se Mistrovství světa ve fotbale 2006 a Mistrovství světa ve fotbale 2010. Na MS 2006 vstřelil dvě branky v zápase proti Srbsku a Černé Hoře, který jeho tým vyhrál 3:2. Čtyřikrát startoval na Africkém poháru národů: 2002, 2006, 2008 a 2010. V roce 2006 jeho tým získal stříbrné medaile.
Působí jako generální tajemník Asociace profesionálních fotbalistů Pobřeží slonoviny. Jeho švagrem je fotbalista Burkiny Faso Aristide Bancé.